# Čađavica Gornja (gmina Novi Grad)
Čađavica Gornja (cyr. Чађавица Горња) – wieś w Bośni i Hercegowinie, w Republice Serbskiej, w gminie Novi Grad. W 2013 roku liczyła 240 mieszkańców.